# ТИРОС-Н
ТИРОС-Н — первый метеорологический спутник серии TIROS-N. Впервые был запущен 13 октября 1978 года. Масса составляет 734 килограмма. Его перигей к Земле составляет 829 километров, а апогей — 845 километров от Земли. Наклон составляет 98.70 градусов Проект спутника регулировался Национальным управлением по исследованию океанов и атмосферы (NOAA) США; спроектирован и запущен NASA. Этот космический аппарат имеет трёхосную стабилизацию. ТИРОС-Н эксплуатировался 868 дней пока не был отключён NOAA 27 февраля 1981 года.

## Циклоны, запечатлённые этим спутником

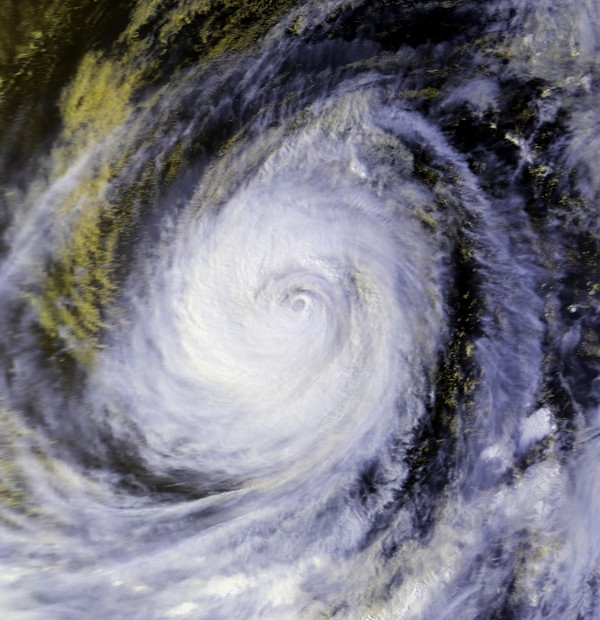
Тайфун «Тип» спустя два дня после достижения пиковой интенсивности
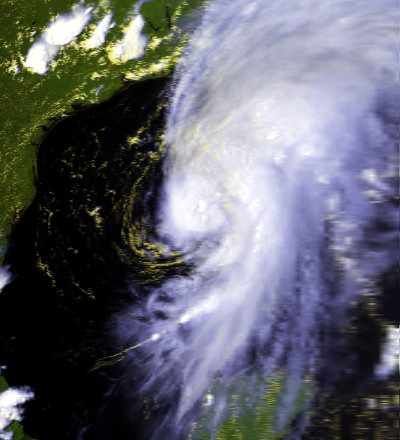
Ураган Боб (1979)